# ライトトライアド
ライトトライアド（英: Light triad）とは、心理学において共感、思いやり、利他主義を量定するもので、2018年のローラ・ジョンソンの修士論文で最初に提唱された。
これらは合わせて、ライトトライアドとみなされる。

## 解説
ライトトライアド尺度は、以下のような声明に対する人々の反応によって評価する。
- 人々は基本的に善良だと考える。
- あらゆる境遇の人々との会話を楽しむ。
- 人と話す時、私が彼らから何を得たいかについてほとんど考えていない。

ライトトライアドは、より確立されたダークトライアドに触発されたもので、否定的な性格や思考を評価するものである。そのため、ライトトライアドはダークトライアドと高い反相関が期待された。つまり、ライト・トライアドのスコアが高ければ、ダークトライアドのスコアが低く、その逆もまた然りである。しかし研究者たちは、両者の間には-0.48という中程度の反相関しか見られなかったことを発見し、それらが単なる対立項ではないことがわかった。

## 関連文献
- Glenn Geher, "The light triad of personality", Psychology Today, 12 March 2019.